# Aconitum stubendorffii
Aconitum stubendorffii är en ranunkelväxtart som beskrevs av Vorosh.. Aconitum stubendorffii ingår i släktet stormhattar, och familjen ranunkelväxter. Inga underarter finns listade i Catalogue of Life.